# 纳伊夫·阿盖尔德
纳伊夫·阿盖尔德（阿拉伯語：نايف أكرد；1996年3月30日—），摩洛哥足球運動員，現效力英超球隊韋斯咸。他曾随国家队参加2022年国际足联世界杯，获得第四名。

## 榮譽

### 球會
拉巴特FUS
- 摩洛哥足球甲級聯賽冠軍 : 2015–16[4]
- 摩洛哥盃冠軍 : 2013–14[5]

韋斯咸
- 歐協聯冠軍 : 2022-23[6]

### 國家隊
摩洛哥國家足球隊
- 非洲國家錦標賽冠軍 : 2018[7]
- 世界盃殿軍 : 2022

## 外部連結
- 足球数据库：纳伊夫·阿盖尔德的球员统计数据
- Soccerway資料庫：纳伊夫·阿盖尔德
- worldfootball.net：纳伊夫·阿盖尔德之統計數據 （英文）